# De Mayerling à Sarajevo
De Mayerling à Sarajevo is een Franse historische dramafilm uit 1940 onder regie van Max Ophüls.

## Verhaal
Aartshertog Frans Ferdinand, de Oostenrijkse troonopvolger, wordt verliefd op de Boheemse gravin Sophie Chotek. Tegen de wil van keizer Frans Jozef besluit hij met haar te trouwen. Door de aanslag op hen beiden in Sarajevo eindigt hun liefdesverhaal.

## Rolverdeling
| Acteur            | Personage                    |
| ----------------- | ---------------------------- |
| Edwige Feuillère  | Gravin Sophie Chotek         |
| John Lodge        | Aartshertog Frans Ferdinand  |
| Aimé Clariond     | Prins Alfred van Montenuovo  |
| Jean Worms        | Keizer Frans Jozef           |
| Jean Debucourt    | Janatschek                   |
| Raymond Aimos     | Bediende van Frans Ferdinand |
| Gabrielle Dorziat | Aartshertogin Maria Theresia |
| Henri Bosc        | Ambassadeur van Servië       |
| Gaston Dubosc     | Graaf Chotek                 |
| Marcel André      | Aartshertog Frederik         |
| Colette Régis     | Aartshertogin Isabella       |